# Sycophila scorzonerae
Sycophila scorzonerae is een vliesvleugelig insect uit de familie Eurytomidae. De wetenschappelijke naam is voor het eerst geldig gepubliceerd in 1905 door Mayr.